# 逸見千代子
逸見 千代子（へんみ ちよこ、1949年 - 2018年）は、日本の地球科学者。専門は鉱物学。東京大学理学博士。元岡山大学理学部地球科学科准教授。

## 概要
1949年、鉱物学者の逸見吉之助の娘として生まれる。1968年に岡山県立岡山朝日高等学校を卒業し、岡山大学理学部、同大学院理学研究科修了。
ゲーレン石後退変質の研究で、東京大学から理学博士の学位を取得。数々の新鉱物を発見し、1976年に櫻井賞を受賞した。
父で鉱物学者の逸見吉之助と共に鉱物学への功績をたたえて逸見石（Henmilite）、その後には千代子石（chiyokoite）の鉱物名に献名されている。

### 発見した鉱物
- 1973年、備中石 - 櫻井賞受賞鉱物。
- 1977年、布賀石
- 1992年、単斜トベルモリー石
- 1995年、森本柘榴石と草地鉱